# Miss Europa 2006
Miss Europa 2006 è la cinquantanovesima edizione del concorso di bellezza Miss Europa, e si è svolto presso Kiev, in Ucraina il 27 ottobre 2006. Vincitrice del concorso alla fine dell'evento è risultata la francese Alexandra Rosenfeld.

## Risultati

### Piazzamenti
| Risultato        | Concorrente |
| ---------------- | --- |
| Miss Europa 2006 | - Francia - Alexandra Rosenfeld |
| 2ª classificata  | - Ucraina - Alena Avramenko |
| 3ª classificata  | - Spagna - Laura Ojeda Ramirez |
| 4ª classificata  | - Polonia - Katarzyna Weronika Borowicz |
| 5ª classificata  | - Bielorussia - Yuliya Sindzeyeva |
| Top 12           | - Armenia - Marina Vardanyan - Belgio - Kaat Vermeeren - Finlandia - Sini Vahela - Germania - Daniela Domröse - Moldavia - Yekaterina Vigovskaya - Norvegia - Karoline Nakken - Svizzera - Sabine Christina Heierli |

## Concorrenti
- Albania - Suada Bilbil Sherifi
- Armenia - Marina Vardanyan
- Austria - Cathrin Czizek
- Belgio - Kaat Vermeeren
- Bielorussia - Yuliya Sindzeyeva
- Bosnia ed Erzegovina - Valentina Jurkovic
- Bulgaria - Ralitsa Bratovanova
- Cipro - Konstantina Kristodoulou
- Danimarca - Sandra Vester
- Estonia - Jana Kuvaitseva
- Finlandia - Sini Vahela
- Francia - Alexandra Rosenfeld
- Georgia - Tatia Aprasidze
- Germania - Daniela Domröse
- Grecia - Olympia Hopsonidou
- Islanda - Asdís Svava Hallgrímsdóttir
- Malta - Sefora Micallef
- Moldavia - Yekaterina Vigovskaya
- Montenegro - Maja Perovic
- Norvegia - Karoline Nakken
- Paesi Bassi - Florencia Mulder
- Polonia - Katarzyna Weronika Borowicz
- Regno Unito - Eleanor Mary Ann Glynn
- Rep. Ceca - Daniela Frantzova
- Romania - Irina Cucireve
- Serbia - Ana Sain
- Slovacchia - Katarina Holanova
- Spagna - Laura Ojeda Ramíre
- Svezia - Cecilia Zatterlöf Harbo Kristensen
- Svizzera - Sabine Christina Heierli
- Turchia - Sedla Ögrük
- Ucraina - Alena Avramenko
- Ungheria - Tunde Semmi-Kis

## Giudici
- Roberto Cavalli
- Charles-Philippe D'orleans
- Adriana Sklenaříková
- Anthony Delon
- Alexandre Zouari
- Caroline Gruosi-Scheufele